# ديروط الشريف
قرية ديروط الشريف هي إحدى القرى التابعة لمركز ديروط في محافظة أسيوط في جمهورية مصر العربية. حسب إحصاءات سنة 2006، بلغ إجمالي السكان في ديروط الشريف 38287 نسمة، منهم 19113 رجل و19174 امرأة.